# Cullomburg
Cullomburg est un census-designated place situé dans l’État américain de l'Alabama, dans les comtés de Choctaw et de Washington.

## Démographie
| 2000 | 2010 | - | - | - | - |
| ---- | ---- | - | - | - | - |
| 217  | 171  | - | - | - | - |